# Blastodiniales
Blastodiniales es un grupo de protistas parásitos de la superclase Dinoflagellata y clase Dinophyceae, que actualmente comprende únicamente el género Blastodinium. Sin embargo, en el pasado el grupo incluía un grupo numeroso de parásitos extracelulares como Oodinium, Haplozoon, Amyloodinium, Piscinoodinium o Chytriodinium y se había propuesto para ellos incluso una clase, Blastodiniphyceae. Los análisis filogéneticos demostraron que el grupo era artificial, por lo que fue invalidado.
Blastodinium presenta el típico dinocarión y los análisis filogenéticos justifican su inclusión en la clase Dinophyceae.